# Šparta (mesto)
Šparta (grško Σπάρτη, Sparti) je mesto v Lakoniji v Grčiji, prav tam, kjer je bila antična Šparta. Leta 2011 je imela občina 35.259 prebivalcev, od tega 17.408 prebivalcev živi v samem mestu.

## Zgodovina
Od antičnih časov je bilo po upadu slavne antične Šparte do moderne dobe tu majhno mestece z nekaj tisoč ljudmi, ki so živeli v senci Mistre, pomembnejšega srednjeveškega grškega naselja v bližini. Tudi družina Paleolog (zadnja bizantinska grška dinastija) je  živela v Mistri. Po grški vojni za neodvisnost je leta 1834 grški kralj Oto odredil, naj se mestece razširi v mesto.

## Glavne znamenitosti
V središču mesta je Arheološki muzej in v severozahodnem koncu grobnica Leonidasa, znana tudi kot Leonidajon. Pred templjem je taverna z imenom Leonidas. Cerkev je na jugozahodnem koncu. Severno od sodobnega mesta se začenjajo ruševine antične Šparte. Vstop je na južnih vratih akropole, znanih kot Lakedemonija, vidni so ostanki rotunde, gledališča in templja Atene Halkiokos na zahodu. Na severu je samostanska cerkev Osiosa Nikonasa iz 10. stoletja. Izhod iz akropole skozi severna vrata vodi do ostankov najstarejših antičnih zidov, Heroona in Likurgovega oltarja, medtem ko je na vzhodu tempelj Artemide Ortije.
Muzej oljk in grškega oljčnega olja na jugozahodnem koncu prikazuje kulturo oljk in tehnologijo predelave.

### Znamenitosti kulturnega pomena
- Muzej oljk in grškega oljčnega olja v Šparti v ulici Otonos Amalias 129
- Arheološki muzej Šparte
- Arheološki muzej Mistre − ustanovil ga je Gabriel Lilianthal v poznem 19. stoletju
- Manusakisov muzej mestnega in ljudskega življenja
- Kumantarosova umetnostna galerija

## Geografija
Sodobna Šparta, glavno mesto prefekture Lakonija, leži na vzhodnem vznožju gore Tajget v dolini reke Evrotas. Mesto je bilo zgrajeno tam, kjer je bila antična Šparta. Vzhodno od mesta je gorovje Parnon, ki je pretežno gozdnato območje z grškimi smrekami in drugimi borovci.
Začetki sodobne Šparte segajo v 20. oktober 1834, ko je grški kralj Oto izdal odlok o gradnji novega mesta. Bavarski mestni načrtovalci, ki jih je vodil Fr. Stauffert, so načrtovali mesto s 100.000 prebivalci, ki bi temeljilo na neoklasicističnem arhitekturnem modelu.
Danes Šparta ohranja svoj dobro obliko, ki se ponaša z velikimi trgi in širokimi ulicami, drevesi, medtem ko je veliko starejših stavb v odličnem stanju. Mesto Šparta je gospodarsko, upravno in kulturno središče Lakonije. Ključni dejavnik pri napredku razvoja mesta je delovanje dveh oddelkov Peloponeške univerze in oddelka Tehnološko-pedagoškega inštituta.
Osrednjo lego ima Glavni trg, na katerem prevladuje najveličastnejša neoklasicistična stavba v Šparti, Mestna hiša. Zgrajena je bila leta 1909, je delo grškega arhitekta G. Katsarosa. V času monarhije (ki je bila odpravljena z referendumom leta 1973) se je naslov vojvoda Šparte uporabljal za grške prince, διάδοχος (diádohos).

## Podnebje
Mesto Šparta ima sončno in toplo sredozemsko podnebje (KÖPPEN CSA). Zime so blage in hladne, medtem ko so poletja še posebej vroča. Januar ima najvišje temperature okoli 14 °C, medtem ko so julija najvišje temperature okoli 36 °C. Šparta je znana po žgoči poletni vročini. Julija 2012 je imelo mesto povprečno temperaturo 38,3 °C, kar je bila najvišja povprečna mesečna temperatura v Grčiji.

## Občina
Občina Šparta je ob reformi lokalne samouprave 2011 nastala z združitvijo sedmih nekdanjih občin, ki so postale občinske enote:
- Faris
- Karja
- Mistra
- Ojnunt
- Pelana
- Šparta
- Terapna

## Prebivalstvo
| Leto | Mesto  | Mestna enota | Mestna občina |
| ---- | ------ | ------------ | ------------- |
| 1961 | 10.412 | —            | —             |
| 1981 | 12.975 | —            | —             |
| 1991 | 13.011 | 16.322       | —             |
| 2001 | 14.817 | 19.567       | —             |
| 2011 | 17.408 | 19.854       | 35.259        |

## Dogodki
Špartatlon je vsako leto septembra od leta 1983 dalje. Ultramaraton se začne v Atenah in konča v Šparti, dolg je 246 km, s številnimi mednarodnimi udeleženci, vključno s Slovenci (Dušan Mravlje, Miha Podgornik, Ruth Podgornik Reš).

## Pobratena mesta
Šparta je pobratena z:
| - Taranto, Italija - Biblos, Libanon - Catonsville, Maryland, ZDA - Moreland, Victoria, Avstralija | - Niš, Srbija - Sopron, Madžarska - Stamford, Connecticut, ZDA |